# 詹三原
詹三原（1942年12月2日—2021年3月23日），臺灣臺南市後壁區人，畫家，長居於嘉義縣竹崎鄉，為首座二二八和平紀念碑的設計者。

## 生平

### 早年
詹三原為1942年生於台南烏樹林。家族自他的曾祖父開始就是台灣基督長老教會信徒。父親詹群曾目睹二二八事件時遭曝屍的湯德章。
詹三原喜歡以絨布或柏油等素材繪製油畫。他26歲在臺中經營畫廊時，認識同業的胞妹曾耿玉，進而結婚。
民主進步黨成立後，身為黨員的詹三原受黨內同志邀請為投資地下電台而擔任保人，結果投資失利，還要替同志償還銀行借款，連自宅都差點被拍賣。後因第三位兒子有自閉症，詹三原便舉家搬到嘉義縣竹崎鄉，希望以自然環境幫助兒子。詹三原就在嘉義市開設畫室教授學生，並常捐出畫作義賣以協助政治運動募款。

### 設計二二八事件紀念碑

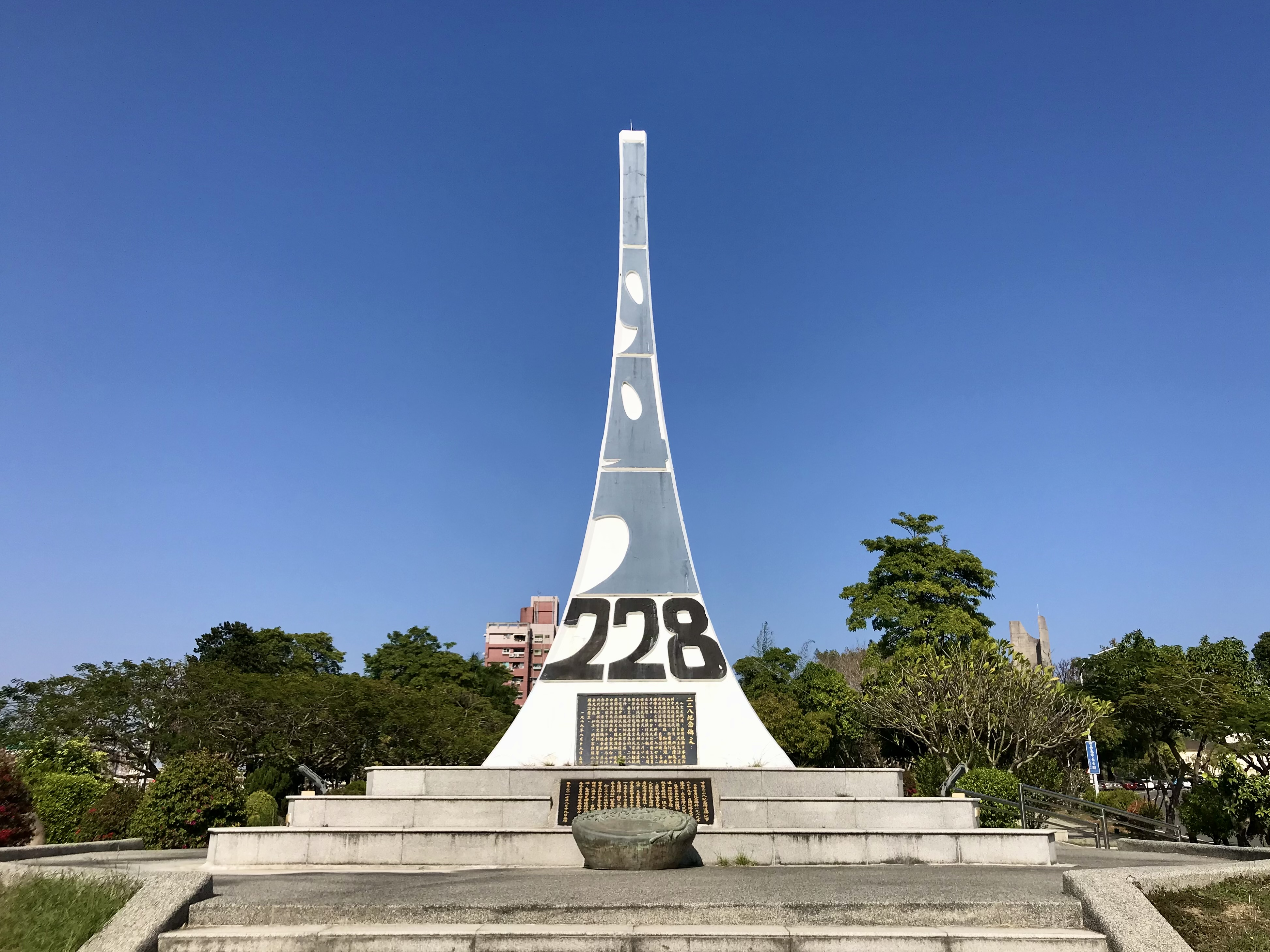
彌陀路二二八紀念碑

1988年吳鳳銅像破壞事件，時任嘉義市民進黨代表的詹三元，去支援台灣基督教城鄉宣教會抗爭。在市長張博雅允諾提供場地為二二八事件建碑後，詹三原就設計一座七層樓高的紀念碑、並其旁設計有斗笠造型的涼亭、水牛雕像等。1989年8月19日，彌陀路二二八紀念碑落成，成為第一座二二八事件紀念碑。詹三原也為此作紀念碑作畫，上面還有葉菊蘭、姚嘉文、張博雅等人簽名。

### 被捕入獄
1990年3月11日總統大選發生抗議萬年國會事件後，警員陳永昌指控詹三原於當天在陽明山抗議時打傷警察、妨害公務。士林分局經傳喚不到，詹三原依妨害秩序、傷害罪移送法辦。儘管有長老教會牧師提出詹三原不在場證明，但詹三原依然於1991年2月4日判處有期徒刑1年6個月。該年10月10日，廢除中華民國刑法第一百條的100行動聯盟在台北市舉行遊行。詹三原父親在參與遊行後，車禍去世。1993年1月17日，詹三原自竹崎鄉灣橋村家中被捕入獄。
入獄期間，詹三原畫了詹益樺自焚時的畫像。1994年2月27日，詹三原假釋。服刑期間他的肝病惡化，導致出獄後不久即檢查出肝臟嚴重萎縮。該年4月22日，當時總統大選帶頭聚眾的黃明宗受審時說他不認識詹三原。

### 晚年生活
出獄後，詹三原擔任若竹兒教育基金會常務董事，以推動智能不足兒童福利工作。他也常常送畫給為同志好友，如曾送農夫和水牛春耕主題畫作給江鵬堅、陳婉真。
1998年8月28日，總統李登輝至竹崎鄉灣橋村的嘉義縣智障者家長協會參觀時，聽到曾耿玉說丈夫身體不佳，便立即交代隨行的醫師王正一為詹三原看病。2004年6月23日，詹三原在高雄長庚醫院接受次子詹子宏捐肝。
晚年的詹三原每週要洗腎三次，心臟也裝了多個支架，不過他仍然每週五晚免費教繪畫。2021年3月23日，被譽為「民主畫家」的詹三原在洗腎時突發心律不整而去世。

## 身後
2022年2月4日，立法院長游錫堃將詹三原於2007年所贈親筆水墨畫轉贈立法院，以讓更多人可以看到詹三原的作品。2023年7月1日，二二八國家紀念館，由嘉義中會新塭教會牧師康文祥主持《詹三原紀念畫冊：為台灣民主落土的麥子》新書發表會。